# Santa María (sopka)
Santa María je 3 772 metrů vysoká aktivní sopka v Guatemale, poblíž města Quetzaltenango. Jedná se o nejaktivnější stratovulkán na tichomořském pobřeží Guatemaly. V současnosti (2021) je činná. Vzhledem k blízkým obydleným oblastem je společně s dalšími šestnácti sopkami ve světě zapsána do seznamu Decade Volcanoes.

## Výbuchy
Její sopečná erupce roku 1902 byla třetí největší sopečnou erupcí v minulém století (index vulkanické aktivity - VEI 6) a zdevastovala velkou část jihozápadní Guatemaly. Větší byly ve 20. století už jen výbuch Novarupty (1912) na Aljašce a výbuch sopky Pinatubo (1991) na Filipínách.
Tato první historicky zaznamenaná erupce sopky trvala 19 dní a dosáhla svého maxima 25. října 1902. V roce 1902 se jednalo o třetí velkou sopečnou erupci po Soufriere na Svatém Vincenci 7. května a Mont Pelée na Martiniku na 8. května 1902.
V kráteru, který erupcí v jihozápadním svahu Santa Maríi vznikl, začal po 20 letech nečinnosti růst komplex lávových dómu, pojmenované Santiaguito.

### Santiaguito
Lávový dóm od roku 1922 roste nepřetržitě. Santiaguito je od svého vzniku stále činný. V současné době probíhají na sopce nepřetržitě malé exploze, s periodickými výtoky lávy, pyroklastickými proudy a lahary.

## Galerie

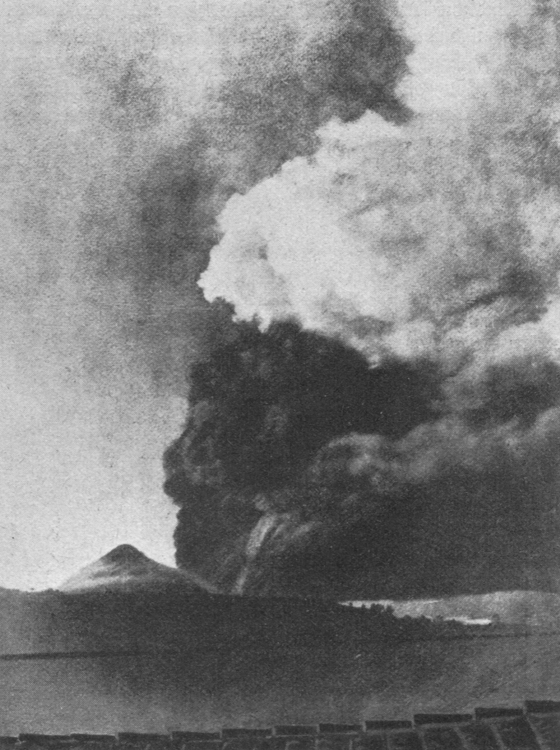
Erupce o síle VEI 6 (1902).
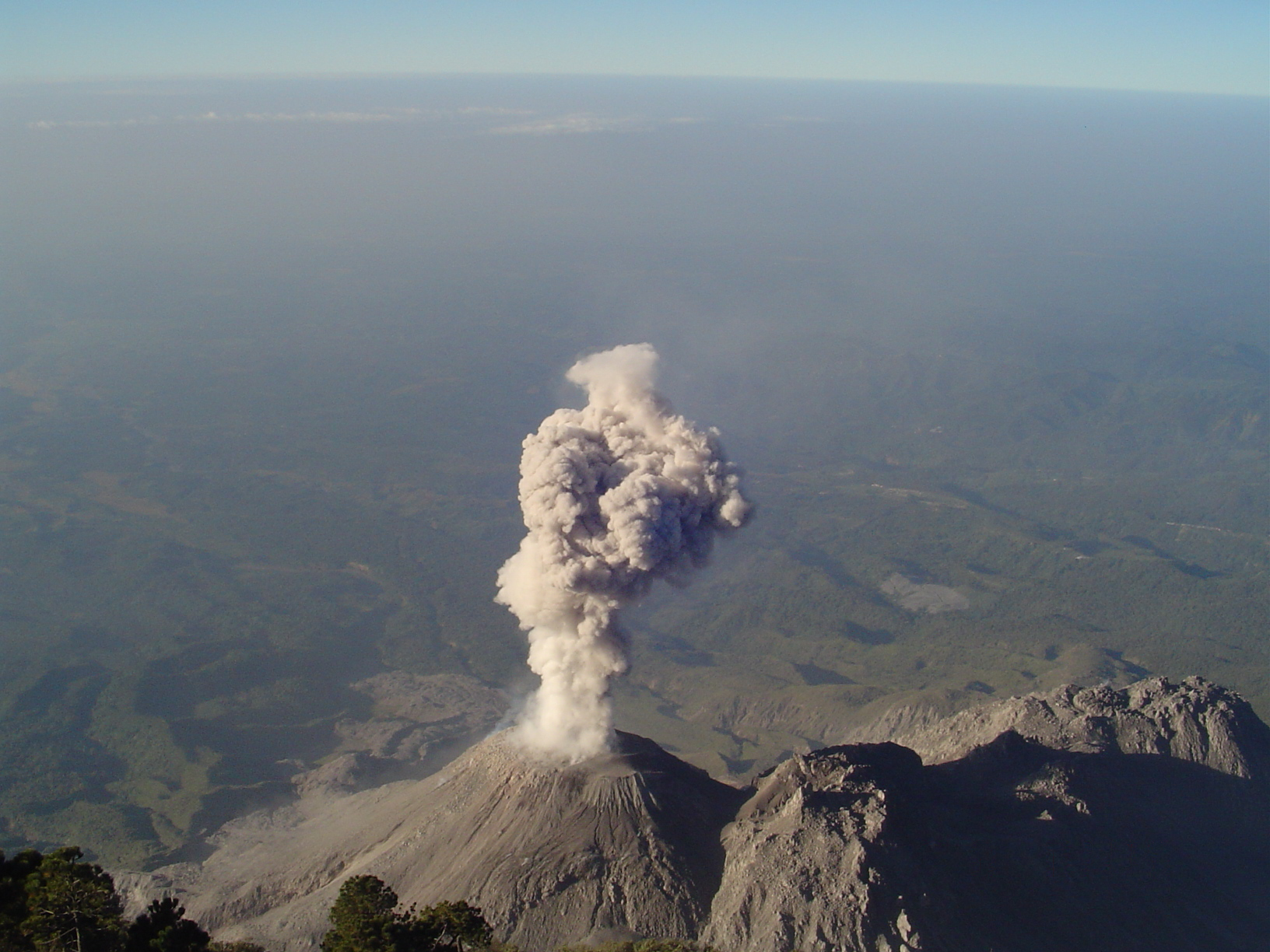
Santiaguito z vrcholu Santa María